# كلية الملك عبد الله الثاني لتكنولوجيا المعلومات (الجامعة الأردنية)
كلية الملك عبد الله الثاني لتكنولوجيا المعلومات في الجامعة الأردنية، تُعرف اختصارًا "IT"، هي إحدى الكليات العلمية التابعة للجامعة الأردنية في عمّان، الأردن. تأسست الكلية في عام 2000، وهي أحدث كلية علمية في الجامعة.

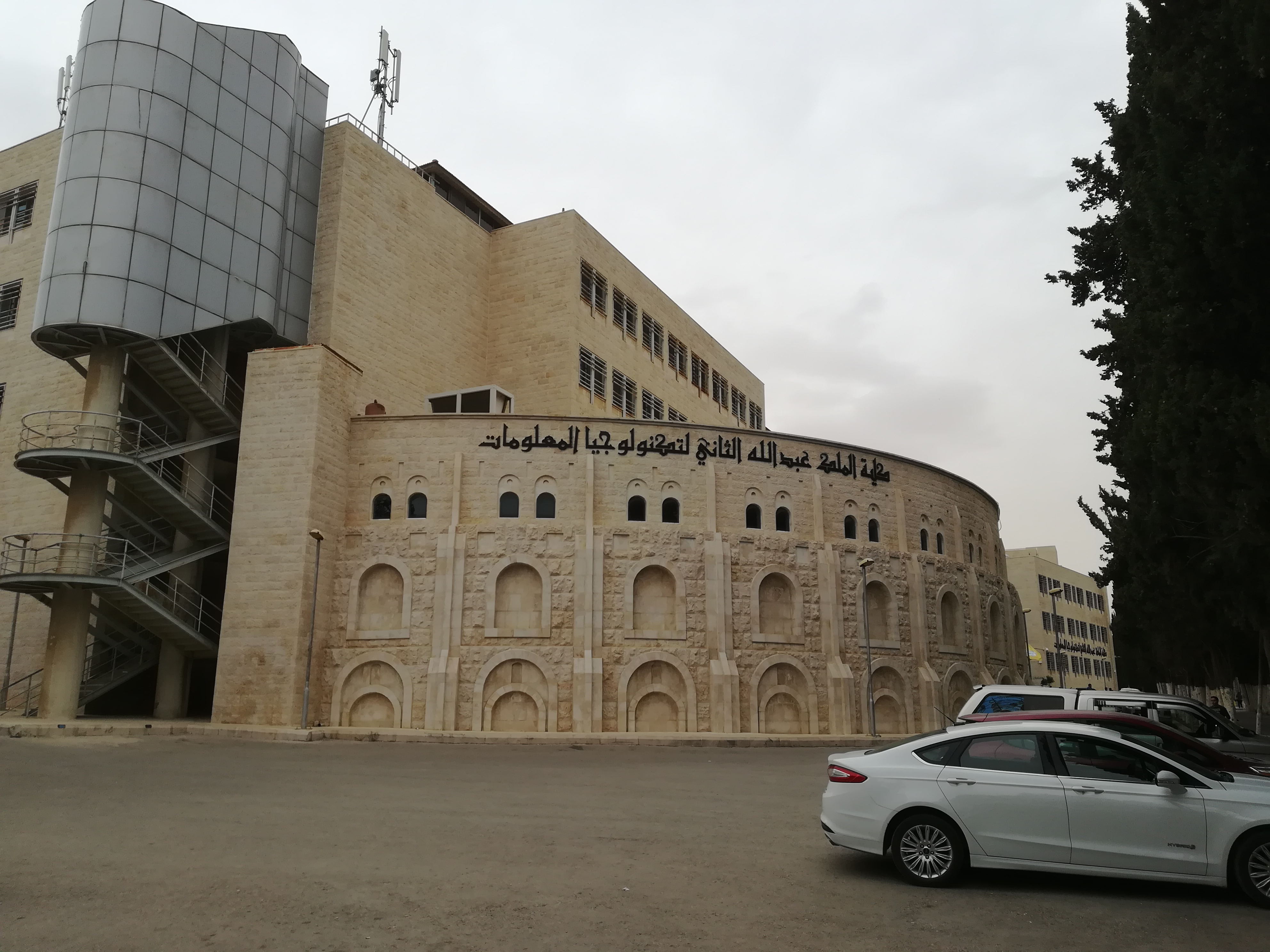
مبنى الكلية من الجهة الغربية.

تضم الكلية ثلاثة أقسام، وهم: قسم علم الحاسوب، وقسم أنظمة المعلومات الحاسوبية، وقسم تكنولوجيا معلومات الأعمال.